# 順天大学校
順天大学校（スンチョンだいがっこう、순천대학교、英語: Suncheon National University）は、大韓民国の全羅南道順天市にある国立大学である。

## 沿革
- 1935年 - 順天公立農業学校（순천공립농업학교）として開校。
- 1946年 - 順天農林中学校（순천농림중학교）へ改組。
- 1951年 - 順天農林高等学校（순천농림고등학교）へ改称。
- 1965年 - 順天農林高等専門学校（순천농림고등전문학교）へ改称。
- 1973年 - 順天農林専門学校（순천농림전문학교）へ改称。
- 1979年 - 順天農林専門大学（순천농업전문대학）へ改組。
- 1987年 - 順天大学（순천대학）へ改組。
- 1991年 - 順天大学校へ昇格。

## 日本における協定校
- 秋田県立大学
- 信州大学経済学部
- 大分大学
- 宮崎大学
- 琉球大学